# Моносилан
Моносила́н, сила́н — неорганічна бінарна сполука Кремнію з Гідрогеном складу SiH4, перший представник ряду силанів. Моносилан являє собою безбарвний, легкозаймистий газ. Він був вперше виділений Фрідріхом Велером з суміші силанів, що утворилися в результаті обробки кислотою зразка алюмінію з домішками кремнію.

## Фізичні властивості
Моносилан — безбарвний газ, надзвичайно легкозаймистий. Він зріджується за температури -111,9 °C і твердне при -185 °C. Як і всі силани він нерозчинний у холодній воді, проте активно реагує з гарячою водою. 

## Отримання
Моносилан синтезують відновленням діоксиду кремнію алюмогідридом літію:
{\displaystyle \mathrm {2SiO_{2}+2LiAlH_{4}\rightarrow \ 2SiH_{4}+Li_{2}O+Al_{2}O_{3}\!} }
В лабораторних цілях використовують реакцію силіцидів металів з кислотами:
{\displaystyle \mathrm {SiO_{2}+4Mg\rightarrow \ Mg_{2}Si+2MgO\!} }
{\displaystyle \mathrm {Mg_{2}Si+4HCl\rightarrow \ SiH_{4}+2MgCl_{2}\!} }

## Хімічні властивості
Моносилан вибухонебезпечний при змішуванні з повітрям, при температурах вище 400 °C він розкладається на прості речовини:
{\displaystyle \mathrm {SiH_{4}+2O_{2}\rightarrow SiO_{2}+2H_{2}O\!} }
{\displaystyle \mathrm {SiH_{4}{\xrightarrow {400^{o}C}}Si+2H_{2}\!} }
Активно взаємодіє з гарячою водою та лугами:
{\displaystyle \mathrm {SiH_{4}+2H_{2}O{\xrightarrow {hot\ water}}\ SiO_{2}+4H_{2}\!} }
{\displaystyle \mathrm {SiH_{4}+4NaOH(conc.)\rightarrow Na_{4}SiO_{4}+4H_{2}\!} }
SiH4 проявляє відновні властивості:
{\displaystyle \mathrm {3SiH_{4}+8KMnO_{4}\rightarrow 3SiO_{2}+8MnO_{2}+8KOH+2H_{2}O\!} }

## Застосування
Моносилан використовується для добування надчистого кремнію, а також як проміжна сполука у синтезах кремнійорганічних сполук.